# Джак Шпионинът
„Джак Шпионинът“ (на английски: Jack of All Trades) e комедиен екшън сериал, който се излъчва в 2 сезона през 2000 г.
Действието се развива в началото на 19 век на фиктивния остров Пало-Пало в югоизточната част на Азия, който е под френско влияние. Джак Стайлс е американски таен агент, изпратен там от президента Джеферсън. Докато е там, той среща британската си свръзка - английската шпионка Емилия Ротшайлд. Заедно двамата работят по това да спрат Наполеон и различни заплахи за Съединените щати. Пред обществото Джак е служител на Емилия, но когато има нужда от него, той се превръща в маскирания герой Смелия Драгун.

## Епизоди

### Сезон 1
| Номер     | Заглавие                        | Първо излъчване в САЩ | Първо излъчване в България |
| --------- | ------------------------------- | --------------------- | -------------------------- |
| 1 (1-01)  | Return of the Dragoon           | 22 януари 2000 г.     | 10 март 2010 г.            |
| 2 (1-02)  | Sex and the Single Spy          | 29 януари 2000 г.     | 11 март 2010 г.            |
| 3 (1-03)  | The Floundering Father          | 5 февруари 2000 г.    | 12 март 2010 г.            |
| 4 (1-04)  | Once You Go Jack...             | 12 февруари 2000 г.   | 16 март 2010 г.            |
| 5 (1-05)  | The People's Dragoon            | 19 февруари 2000 г.   | 17 март 2010 г.            |
| 6 (1-06)  | Raging Bully                    | 26 февруари 2000 г.   | 18 март 2010 г.            |
| 7 (1-07)  | Daddy Dearest                   | 4 март 2000 г.        | 19 март 2010 г.            |
| 8 (1-08)  | One Wedding and an Execution    | 11 март 2000 г.       | 23 март 2010 г.            |
| 9 (1-09)  | Croque for a Day                | 15 април 2000 г.      | 24 март 2010 г.            |
| 10 (1-10) | Dead Woman Walking              | 22 април 2000 г.      | 25 март 2010 г.            |
| 11 (1-11) | Love Potion No. 10              | 29 април 2000 г.      | 26 март 2010 г.            |
| 12 (1-12) | Up the Creek                    | 6 май 2000 г.         | 30 март 2010 г.            |
| 13 (1-13) | X Marquis the Spot              | 13 май 2000 г.        | 31 март 2010 г.            |
| 14 (1-14) | It's a Mad, Mad, Mad, Mad Opera | 20 май 2000 г.        | 1 април 2010 г.            |

### Сезон 2
| Номер     | Заглавие                              | Първо излъчване в САЩ | Първо излъчване в България |
| --------- | ------------------------------------- | --------------------- | -------------------------- |
| 15 (2-01) | A Horse of a Different Color          | 7 октомври 2000 г.    | 2 април 2010 г.            |
| 16 (2-02) | Shark Bait                            | 14 октомври 2000 г.   | 6 април 2010 г.            |
| 17 (2-03) | Monkey Business                       | 28 октомври 2000 г.   | 7 април 2010 г.            |
| 18 (2-04) | The Morning After                     | 4 ноември 2000 г.     | 8 април 2010 г.            |
| 19 (2-05) | Croquey in the Pokey                  | 11 ноември 2000 г.    | 9 април 2010 г.            |
| 20 (2-06) | One, Two, Three, Give Me Lady Liberty | 18 ноември 2000 г.    | 13 април 2010 г.           |
| 21 (2-07) | Hamnesia                              | 25 ноември 2000 г.    | 14 април 2010 г.           |
| 22 (2-08) | Seventy Brides for One Brother        | 2 декември 2000 г.    | 15 април 2010 г.           |

## „Джак Шпионинът“ в България
В България сериалът започна излъчване на 10 март 2010 г. по Диема с разписание от вторник до петък от 18:30 с повторение от 12:00. Последният епизод се излъчи на 15 април. Ролите се озвучават от артистите Христина Ибришимова, Николай Николов, Христо Узунов и Здравко Методиев.